# Любтен
Любтен (нім. Lübtheen) — місто в Німеччині, розташоване в землі Мекленбург-Передня Померанія. Входить до складу району Людвігслуст-Пархім.
Площа — 119,69 км2. Населення становить 4643 ос. (станом на 31 грудня 2020).